# Stanisław Lenartowicz

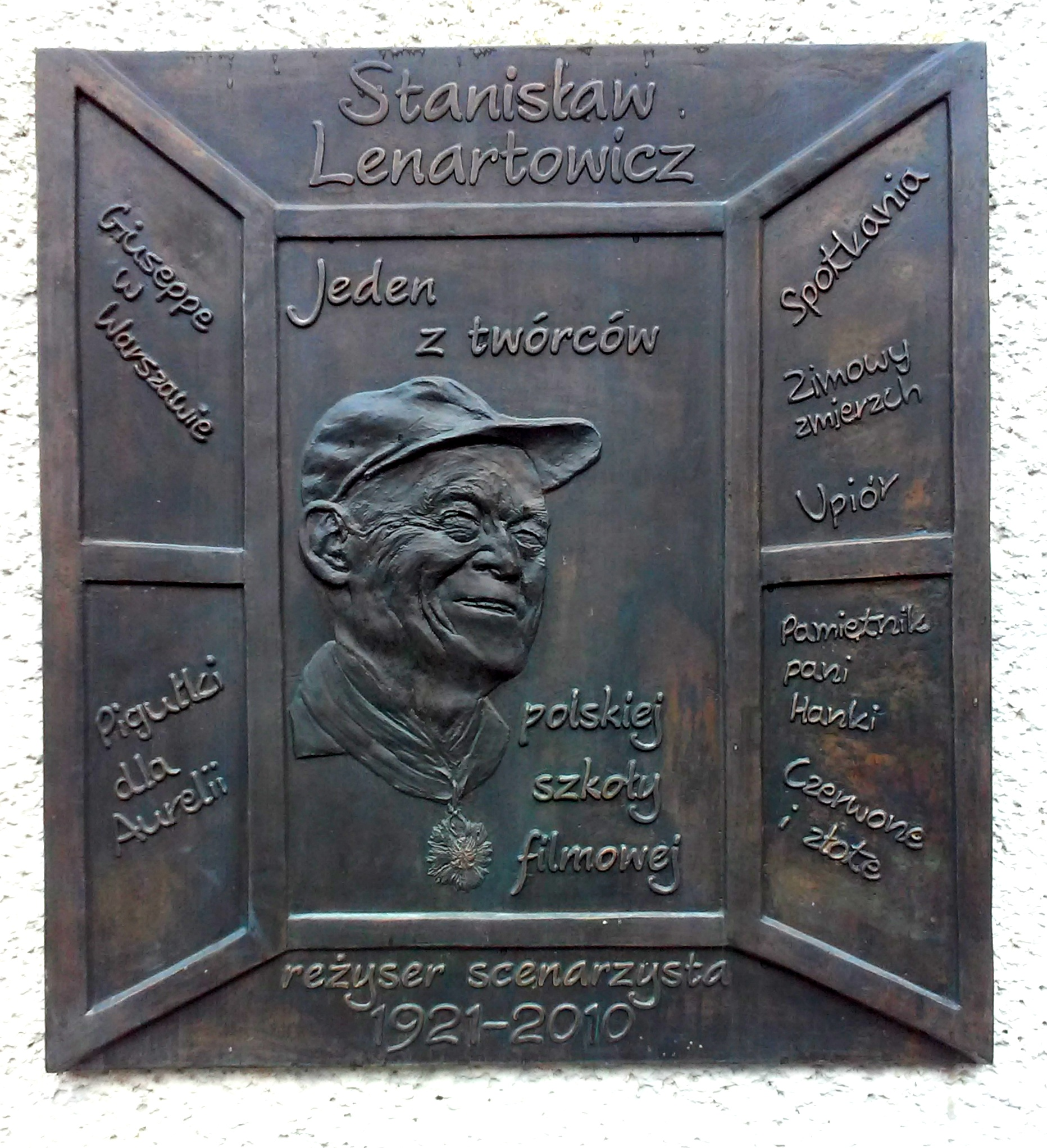
Wrocław, tablica pamiątkowa na ścianie budynku Wrocławskiej Wytwórni Filmów Fabularnych

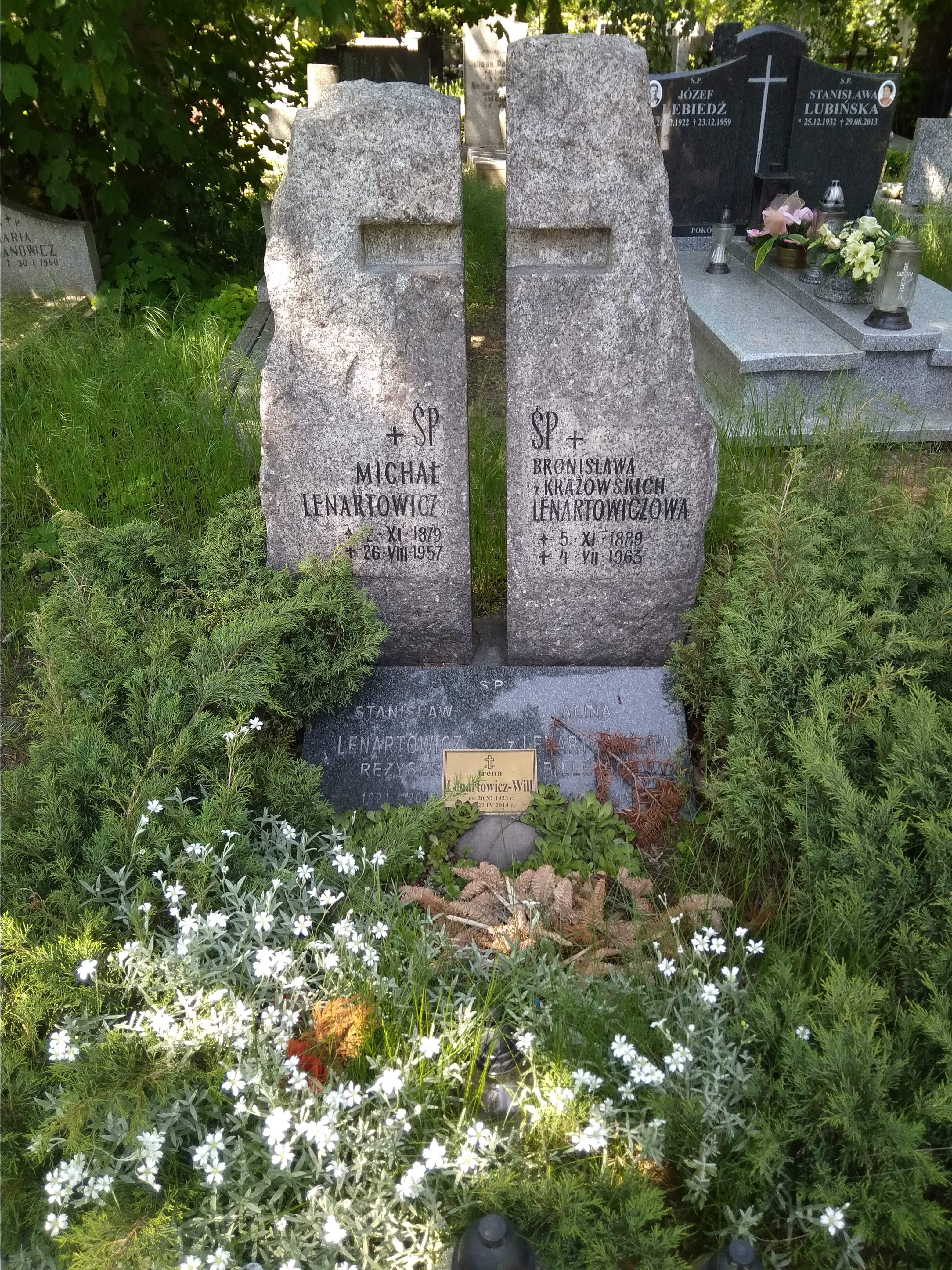
Grób Stanisława Lenartowicza na Cmentarzu Świętej Rodziny we Wrocławiu (sektor 7, rząd 5)

Stanisław Lenartowicz, ps. „Szron” (ur. 7 lutego 1921 w Dianowie (Дианово), obwód niżnonowogrodzki, zm. 28 października 2010 we Wrocławiu) – polski reżyser i scenarzysta filmowy. Jeden z twórców polskiej szkoły filmowej.

## Życiorys
Urodził się w miejscowości, gdzie jego ojciec był zatrudniony na kolei. Wychowywał się i mieszkał do 1944 w Landwarowie koło Wilna, w rodzinie kolejarskiej; syn Michała Lenartowicza (1879–1957), zawiadowcy miejscowego Odcinka Drogowego II kl. PKP i Bronisławy z d. Krążowskiej (1889–1963). Uczęszczał do szkoły powszechnej w Landwarowie. W 1939 ukończył Gimnazjum im. Adama Mickiewicza w Wilnie. W maju 1939 zapisał się na studia na Wydziale Humanistycznym Uniwersytetu Stefana Batorego w Wilnie, lecz ich nie podjął ze względu na działania wojenne. 
W czasie okupacji był zatrudniony jako kancelista w nadleśnictwie w Trokach (-1944) oraz pełnił służbę w 7 Brygadzie Armii Krajowej na Wileńszczyźnie, która 17 lipca 1944 w Puszczy Rudnickiej została  rozbrojona przez oddziały NKWD. W okresie od 5 sierpnia 1944 do 9 stycznia 1946 przebywał w obozie pracy w Kałudze (jedn. woj. nr 36990, 361 zpp). Repatriowany w 1946.
Studiował na Wydziale Humanistycznym Uniwersytetu Warszawskiego (1946), na Wydziale Reżyserii PWSF w Łodzi (1948–1951). Absolwent Wydziału Filologicznego Uniwersytetu Wrocławskiego. Realizator filmów oświatowych w WFO w Łodzi (1952–1954), następnie filmów fabularnych w WFF we Wrocławiu (1956–1983) - gdzie zrealizował 22 filmy. W latach 1989–1991 członek Komitetu Kinematografii. 
Odznaczony m, in. Nagrodą Miasta Wrocławia (1959), Złotym Krzyżem Zasługi (1959), Złotym Medalem „Gloria Artis” (2008).
Jest jednym z bohaterów książki Jerzego Armaty Anima. Mistrzowie polskiej animacji (wyd. EGoFILM, Warszawa 2025).
Miał sześcioro rodzeństwa, w tym siostrę Irenę Will-Lenartowicz (1923–2014), plastyczkę.
Mieszkał na wrocławskim osiedlu Biskupin. Zmarł w wieku 89 lat, został pochowany na Cmentarzu Świętej Rodziny we Wrocławiu.

## Filmografia
- 1950: Dzieci trudne (etiuda szkolna)
- 1952: Czy wiecie, że... (dokument w cyklu Piękno na co dzień)
- 1952: Dur brzuszny (film dokumentalny)
- 1952: Zbiór i suszenie tytoniu (film dokumentalny)
- 1953: Miniatury Kodeksu Behema (film dokumentalny)
- 1954: Ratujemy dzieła sztuki (film dokumentalny)
- 1955: Nowela kolarska (nowela w filmie Trzy starty)
- 1956: Zimowy zmierzch
- 1957: Spotkania
- 1958: Pigułki dla Aurelii
- 1959: Zobaczymy się w niedzielę
- 1961: Nafta
- 1963: Pamiętnik pani Hanki
- 1964: Giuseppe w Warszawie
- 1966: Cała naprzód
- 1967: Fatalista
- 1967: Zabijaka
- 1967: Upiór
- 1967: Poczmistrz
- 1969: Czerwone i złote
- 1970: Martwa fala
- 1971: Nos
- 1971: Aktorka
- 1972: Opętanie
- 1974: To ja zabiłem
- 1975: Żelazna obroża
- 1976: Za rok, za dzień, za chwilę...
- 1979: Strachy
- 1983: Szkoda twoich łez
- 1991: Herkules i stajnia Augiasza (teatr TV)
- 1993: Obrazki z wystawy (teatr TV)

## Nagrody filmowe
- 2008: Nagroda („Kryształowy Dzik”, nagroda za całokształt twórczości na I Festiwalu Reżyserii Filmowej w Świdnicy)
- 2008: Nagroda (Specjalny „Miś BAREJAdy” na 6. Przeglądzie Filmów Komediowych i Niezależnych „Barejada” w Jeleniej Górze)
- 2008: Nagroda Stowarzyszenia Filmowców Polskich (za dorobek życia)
- 1971: Czerwone i złote – Valladolid (MFF), nagroda Związku Hiszpańskich Pisarzy Filmowych
- 1968: Upiór – Triest (MFF Fantastycznych), dyplom